# Instituto Ricardo Brennand

O Instituto Ricardo Brennand (InstitutoRB), também conhecido como Castelo de Brennand, é uma instituição cultural brasileira sem fins lucrativos localizada na cidade do Recife, capital do estado de Pernambuco. Foi eleito o melhor museu da América do Sul pelo site de viagens TripAdvisor.
O InstitutoRB possui a maior coleção mundial do pintor holandês Frans Post, primeiro paisagista das Américas e primeiro pintor da paisagem brasileira. Abriga ainda um dos maiores acervos de armas brancas do mundo, com mais de 3 mil peças, entre elas 27 armaduras medievais completas.
Fundado em 2001 pelo colecionador e empresário pernambucano Ricardo Brennand, o Instituto foi aberto ao público no mês de setembro de 2002 com a exposição Albert Eckhout volta ao Brasil, em evento de gala que contou com a presença do príncipe herdeiro da Dinamarca, Frederik. Em 2003, a então rainha da Holanda, Beatrix, esteve no Instituto para inaugurar a exposição Frans Post e o Brasil Holandês, até hoje aberta para visitação. O complexo é composto pelas seguintes edificações: o Museu Castelo São João, a Pinacoteca, a Biblioteca, o Auditório, o Jardins das Esculturas, a Galeria (para exposições temporárias e eventos), o Restaurante e a Capela Nossa Senhora das Graças.

## Características
O Instituto Ricardo Brennand é um complexo arquitetônico composto por três prédios abertos a visitação pública: Museu Castelo São João, Pinacoteca e Galeria de Exposições Temporárias e Eventos. Além desses três espaços, que estão abertos a visitação pública, existe também a Capela Nossa Senhora das Graças. Todos esses espaços estão circundados por um belo jardim de esculturas em uma vasta área verde.
O Instituto possui uma coleção permanente de objetos histórico-artísticos de diversas procedências com forte ênfase na documentação histórica e iconográfica relacionada ao período colonial e ao Brasil Holandês, incluindo a maior coleção do mundo de pinturas de Frans Post, que foi o primeiro pintor da paisagem brasileira e o primeiro paisagista das Américas. O Instituto também abriga um dos maiores acervos de armas brancas do mundo, com mais de 3 000 peças, a maior parte proveniente da Europa e da Ásia, produzidas entre os séculos XIV e XXI. A biblioteca do Instituto possui mais de 60 mil volumes, datados do século XVI em diante, destacando-se as coleções de brasiliana e obras raras.
É um importante vetor do turismo cultural do estado de Pernambuco com um valioso acervo de mais de 60.000 itens, dentre os quais destaca-se a maior coleção do mundo de Frans Post, primeiro paisagista das Américas e primeiro pintor da paisagem brasileira. Funciona em uma das mais modernas e bem equipadas instalações museológicas, bibliográficas e arquivísticas do Brasil, possuindo um complexo de edificações constituído pelo Museu Castelo São João (museu de armas brancas), Pinacoteca, Biblioteca, Auditório, Parque de Esculturas e uma Galeria para exposições temporárias.Dentre suas exposições, destacam-se: A exposição Albert Eckhout volta ao Brasil 1644- 2002, que inaugurou a Pinacoteca no ano de 2002 recebendo mais de 160.000 (cento e sessenta mil) visitantes; A exposição permanente de Frans Post e o Brasil Holandês na Coleção do Instituto Ricardo Brennand, aberta desde 2003 reunindo pela primeira vez no Brasil um conjunto inédito que corresponde a 10% das obras do artista; A exposição permanente Paisagens Brasileira no XIX, inaugurada no início de 2006 retratado por artistas viajantes; A exposição Armaria no Museu Castelo São João, com significativa coleção de armas brancas, armaduras e pinturas orientalistas; O Jardim de Esculturas, com relevante acervo de esculturas em estilo neoclássico; A exposição temporária A Beleza na Escultura de Michelangelo, a qual inaugurou a Galeria em 2011; A exposição Dores da Colômbia, do artista colombiano Fernando Botero, com expressiva visitação obtendo o maior número de público da mostra no Brasil em 2012 e atualmente também conta com a exposição comemorativa dos 100 anos do colecionador pernambucano Odorico Tavares. Situado numa área de 77.603 m², o Instituto Ricardo Brennand possui um significativo percentual de mata atlântica preservada e está localizado aproximadamente 1 km do campus da UFPE e do IFPE.

## Informações e Serviços
O instituto tem por missão constituir, pesquisar e difundir um acervo museológico, bibliográfico e arquivístico voltado à preservação da história, da arte e da cultura, tendo na priorização de ações educativas um dos seus principais objetivos recebendo por duas vezes a Menção Honrosa no Prêmio Darcy Ribeiro do IBRAM, nas edições 2007/2008 e 2009. Ao longo de sua trajetória, tornou-se referência nacional como espaço cultural que abriga um relevante acervo memorial do país contribuindo com um sério trabalho de Arte/Educação e Educação Patrimonial. 
O Instituto Ricardo Brennand funciona de terça à domingo, das 13 horas até as 17:30 hrs. Existe serviço de áudio-guia em 4 idiomas (português, inglês, francês e espanhol).  
Os ingressos do Instituto custam R$ 30,00 (Inteira) e R$ 15,00 (Meia Entrada). Crianças até 7 anos de idade não pagam. Escolas públicas agendadas também não pagam.
O atendimento aos estudantes de escolas públicas e privadas acontece de forma sistemática por meio de visitas mediadas atendendo a aproximadamente 300 alunos diariamente, totalizando o número aproximado de 5.000 mil estudantes mensais. Além disso, são realizadas ações voltadas para pessoas com deficiência por meio de material em Braile, mediação com audiodescrição e visita tátil. Seu rico acervo memorial permite cotidianamente que inúmeros consulentes e pesquisadores tenham acesso aos acervos memoriais nas áreas de história, música, arte e cultura brasileira. Promove exposições nacionais e internacionais, publicações periódicas, formação de público (cursos, colóquios, oficinas e visitas mediadas), conservação e restauro, além de empréstimo de obras para mostras a exemplo da 23ª Europália na Bélgica, Índia no CCBB do Rio de Janeiro, de São Paulo e de Brasília. Superou a marca de 1,7 (um milhão e setecentos mil) visitantes, consolidando-se como o museu mais visitado do norte/nordeste e um dos dez mais frequentados do Brasil em 2011, segundo censo da revista inglesa The Art Newspaper.

## História
O Instituto foi fundado por Ricardo Coimbra de Almeida Brennand, empresário e colecionador pernambucano de ascendência inglesa, nascido em Cabo de Santo Agostinho em 1927. Ricardo Brennand obteve destaque na indústria canavieira da região Nordeste, atuando também nos segmentos de produção de cimento, azulejo, vidro, porcelana e aço. Na década de 1940, começou a colecionar armaria, sobretudo armas brancas, consolidando nas décadas seguintes o que viria a ser um dos maiores acervos privados dessa tipologia no mundo.
Na década de 1990, Ricardo decidiu investir o capital resultante da venda de parte de suas fábricas na criação de uma fundação cultural voltada à preservação e exposição de seu acervo. Ainda antes da inauguração do instituto, começou a adquirir obras de arte e objetos relacionados à história do Brasil, sobretudo aos anos de ocupação holandesa da região Nordeste. Em poucos anos, Ricardo passou a adquirir pinturas de Frans Post, além de paisagens e retratos seiscentistas, mapas, tapeçarias, moedas, documentos, livros raros e outros objetos referentes a essa temática.
O Instituto Ricardo Brennand foi inaugurado em setembro de 2002, com a exposição itinerante Albert Eckhout volta ao Brasil (também montada na Pinacoteca do Estado de São Paulo, no Conjunto Cultural da Caixa de Brasília e no Paço Imperial do Rio de Janeiro), que apresentou pela primeira vez ao público brasileiro o conjunto completo das pinturas de Eckhout pertencentes ao Museu Nacional da Dinamarca. No ano seguinte, o instituto inaugurou a exposição permanente Frans Post e o Brasil holandês na Coleção do Instituto Ricardo Brennand, com a presença da rainha Beatriz dos Países Baixos, do príncipe Guilherme Alexandre e da princesa Máxima Zorreguieta.
Além das exposições permanentes e temporárias, o Instituto oferece visitas educativas, cursos de história da arte, programa educativo voltado aos alunos dos sistemas público e privado de ensino, programas de arte-educação para professores e atividades culturais em geral.
Em 2014 e 2015 foi eleito o melhor museu da América do Sul e o 17º do mundo pelos usuários do TripAdvisor.

## Complexo arquitetônico e parque
O Instituto Ricardo Brennand está sediado em um complexo de edifícios, inspirado no estilo Tudor, com área construída de 77 000 metros quadrados.  É uma construção contemporânea, combinada com alguns elementos decorativos originais, tais como uma ponte levadiça, relevos de brasões e um altar em estilo gótico. O complexo engloba o Museu de Armas Brancas (Castelo São João da Várzea), Pinacoteca, Galeria de Exposições Temporárias, Auditório com capacidade para 120 pessoas, áreas de serviço para os visitantes, reserva técnica e espaços técnico-administrativos. Cercando o complexo, há um vasto parque com uma área de 18.000 hectares, dotado de lagos artificiais e esculturas em grande escala, tais como a obra original de O Pensador de Auguste Rodin, uma cópia de David de Michelangelo, A Dama e o Cavalo de Fernando Botero e outras peças de Sonia Ebling e Leopoldo Martins, Antônio Frilli, Mestre Valentim entre outros.

### Pinacoteca
Possui uma das mais modernas pinacotecas do Brasil, também construída obedecendo ao estilo gótico Tudor (1485-1603), com auditório para 120 pessoas, podendo abrigar em seus salões simultaneamente duas mostras de grande porte. Inaugurada com a exposição itinerante Albert Eckhout volta ao Brasil (1644 – 2002), a pinacoteca possui e conta com equipamentos de alta tecnologia para preservação de umidade, temperatura e luminosidade. Através de um sofisticado sistema é feito o controle rigoroso da temperatura ambiente, além do monitoramento de portas, portões e janelas, permitindo o envio de imagens 24 horas por dia para qualquer parte do mundo. Com tamanha infraestrutura, o Instituto Ricardo Brennand integrou Pernambuco na rota das grandes exposições internacionais. É na pinacoteca que o visitante encontrará as duas principais exposições de pinturas do acervo do Instituto com a exposição de Frans Post e o Brasil Holandês, que possui a maior coleção de pinturas do mundo do primeiro pintor da paisagem brasileira, bem como a Exposição o Oitocentos Brasileiro, que possui uma diversa coleção de paisagens de várias cidades do Brasil, entre elas Santos, Recife, Rio de Janeiro e Fernando de Noronha.  

### Museu Castelo São João - Museu de Armas Brancas
O Castelo de São João abriga uma das mais importantes coleções particulares de armas brancas, formando um conjunto de cerca de 3.000 peças de diversas procedências. Facas, espadas, adagas, canivetes, estiletes e 48 armaduras (duas delas para criança e uma para cachorro) completas, com destaque para o raríssimo conjunto em tamanho original cavalo-cavaleiro-com-armadura, no estilo italiano, do século XVI, estão a despertar a atenção de leigos e estudiosos, juntamente com a grande quantidade de curiosidades outras dos séculos XVI ao XIX.

### Galeria de Exposições Temporárias e Eventos
Inaugurada no ano 2011, a Galeria foi o mais recente módulo do Instituto que, juntamente com o Castelo de São João e a Pinacoteca, formam o conjunto de prédios em estilo gótico Tudor. Com uma área de exposições calculada em 992 metros quadrados, dispondo de todo um equipamento de apoio destinado a realização de grandes eventos, a Galeria destina-se a exposições itinerantes e de peças conservadas na Reserva Técnica, bem como reuniões sociais. No seu interior, além de esculturas em mármore representando as quatro estações (cópias das existentes nos jardins do Palácio de Versalhes), o visitante encontrará uma réplica em dimensões originais de O Pensador, fundida em bronze patinado, obra máxima de Auguste Rodin, autenticada pela Casa Rodin de Paris com a marca 8/24.

### Capela Nossa Senhora das Graça
A capela Nossa Senhora das Senhora das Graças possui o mesmo estilo arquitetônico dos demais prédios e durante os primeiros e terceiros finais de domingo de cada mês.   

## Acervo e Coleções
O acervo do Instituto Ricardo Brennand é bastante heterogêneo, sendo composto por peças de armaria, artes decorativas, tapeçaria, esculturas, mobiliário e artes visuais, abrangendo um período diversificado com objetos procedentes da Europa, Ásia, América e África.

### Armaria
O núcleo de armaria corresponde às origens da coleção de Ricardo Brennand. É composto por mais de 3.000 peças, procedentes da Inglaterra, França, Itália, Alemanha, Espanha, Suécia, Turquia, Índia e Japão, estando entre as maiores coleções do mundo em sua tipologia.
As peças são classificadas em segmentos específicos: armas de caça, guerra (defensivas e ofensivas), proteção pessoal e exibição. Um dos destaques do acervo é o conjunto de 27 armaduras completas (i.e., incluindo escudos, elmos, manoplas, guantes e cotas de malha), produzidas entre os séculos XIV e XVII, além das armaduras para cavalos e cães.
A coleção de armas brancas inclui punhais, estiletes, espadas, bestas, clavas, maças, alabardas, facas e canivetes de origens e formatos variados, abrangendo o período que vai do século XV aos dias de hoje, incluindo-se exemplares decorados com gemas, marfim, chifres, madrepérola, aço e metais. Destacam-se as facas e canivetes de exibição provenientes da tradicional cutelaria britânica Joseph Rodgers & Sons Limited, estabelecida em Sheffield em 1724.

### Artes decorativas, mobiliário e tapeçaria

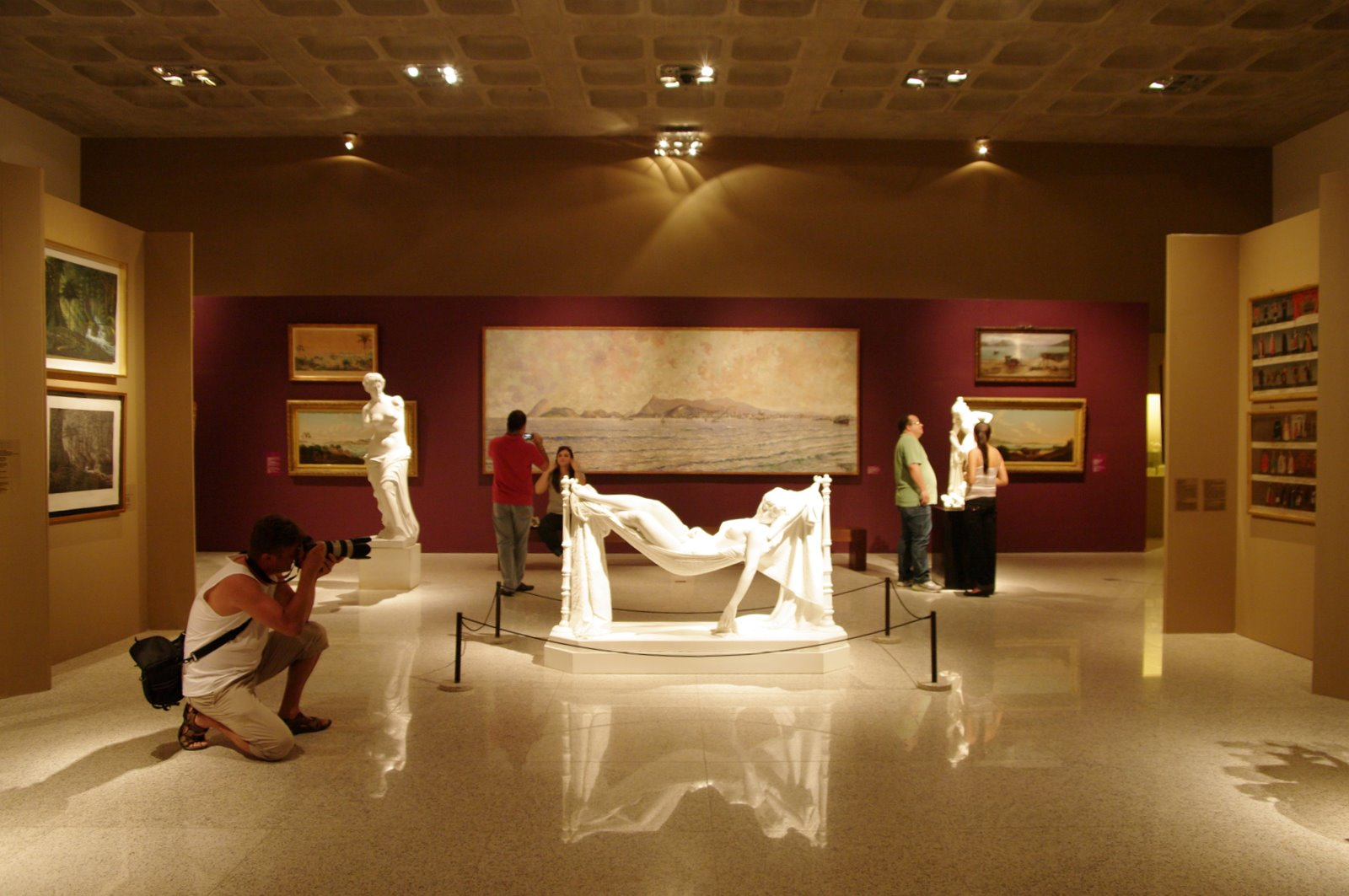
Interior do IRB.

O núcleo de artes decorativas é composto por objetos provenientes da Europa, Ásia e África, remontando ao século XVII. Inclui castiçais, candelabros, jarros, mosaicos, vitrais, cofres, cerâmicas chinesas, instrumentos musicais, etc. Destacam-se um par de candelabros franceses black-a-moor, modelados por Émile Guillemin e fundidos pela Barbedienne no século XIX, bem como um conjunto de estatuetas produzidos pela firma parisiense E. Granger. A coleção reúne ainda relógios de caixa alta franceses e austríacos, incluindo um modelo Planchon com pêndulo de porcelana decorado com motivos de equinócio, e um órgão italiano em estilo barroco, produzido por Domenico Mangino por volta de 1625.
A coleção de mobiliário é composta majoritariamente por exemplares franceses e ingleses, incluindo peças de descanso e de guarda, como arcas, aparadores, guarda-comidas, estantes e assentos. Destacam-se as peças de fatura gótica, além de uma escrivaninha bonheur du jour em estilo Biedermeier e um arcaz mineiro de sacristia do século XVIII. O núcleo de tapeçarias inclui exemplares franceses e flamengos, datados do século XVIII e produzidos por manufaturas como a dos Gobelins e a de Aubusson.

### Artes visuais
O núcleo de artes visuais é composto por pinturas, esculturas, desenhos e gravuras, de artistas brasileiros e estrangeiros, datados do século XV em diante. A coleção de arte brasileira é majoritariamente formada por paisagens e por um conjunto significativo de brasiliana, com predominância de registros iconográficos relacionados ao atual estado de Pernambuco. Estão representados no acervo artistas como Carlos Julião, Claude François Fortier, Nicolas-Antoine Taunay, Jean-Baptiste Debret, Johann Moritz Rugendas, Henri Nicolas Vinet, Emil Bauch, Nicola Antonio Facchinetti, Luís Schlappriz, Franz Heinnrich Carls, Franz Hagedorn, Giovanni Battista Castagneto, Eliseu Visconti, Jerônimo José Telles Júnior e Benedito Calixto, entre outros.
A coleção de pintura europeia é caracterizada pela ênfase nas cenas de gênero, em temáticas palacianas ou relacionadas à armaria, datadas do século XVII em diante. Destaca-se um par de naturezas-mortas barrocas de Francesco Maltese e outras obras de Enrique López Martínez, Tito Lessi e Blaise Alexandre Desgoffe. Outra vertente presente nesse segmento é o de pinturas oitocentistas de temática orientalista e de nus femininos. Destacam-se Edouard Richter, Emmanuel de Dieudonne, Delphin Enjolras e, sobretudo, William-Adolphe Bouguereau, com Após o Banho (1894).
Na coleção de esculturas, destaca-se uma peça anônima em madeira do século XV, representando um escravo negro em trajes da época, e outras obras de Giovanni Maria Benzoni, Henri Louis Levasseur, Abelardo da Hora e um conjunto de réplicas de esculturas clássicas executadas pelo ateliê de Romano Romanelli.

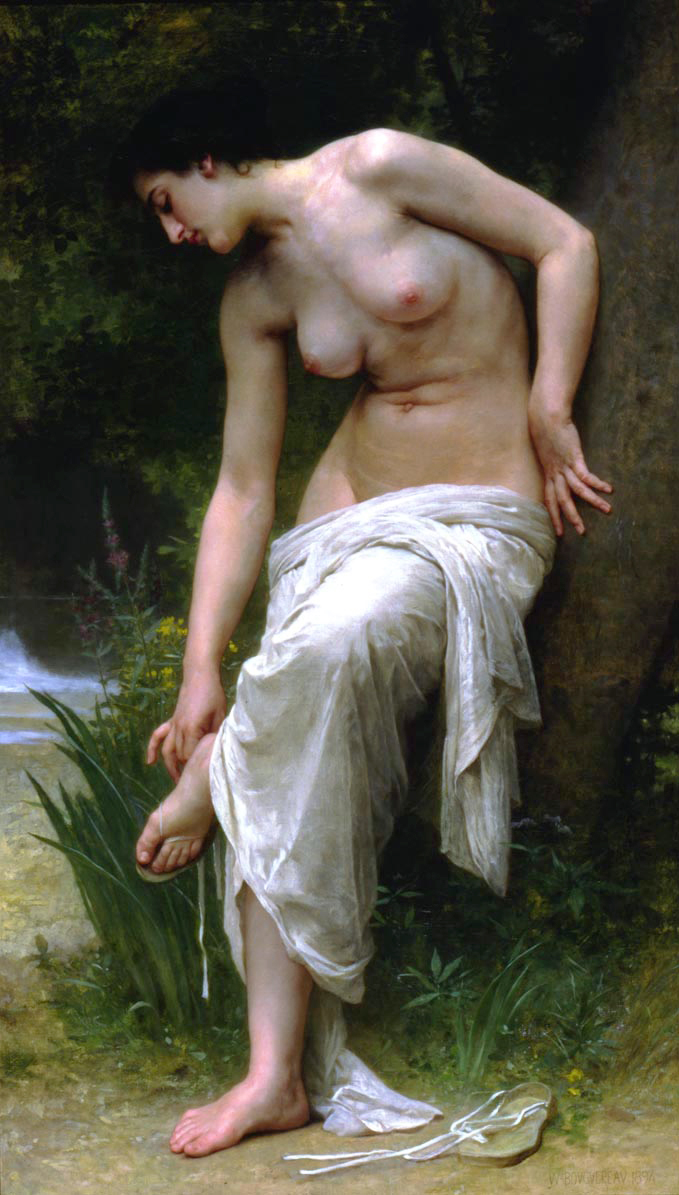
William-Adolphe Bouguereau - Após o banho, 1894
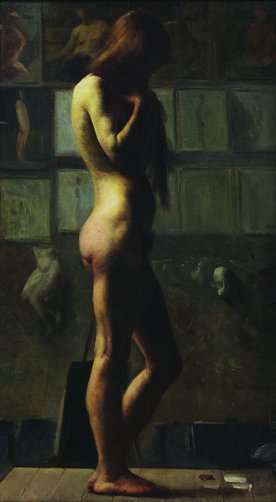
Eliseu Visconti - O Modelo, c.1895

### Brasil holandês
O Instituto Ricardo Brennand possui uma das mais completas coleções de documentação histórica e iconográfica relacionada à ocupação holandesa da região Nordeste do Brasil. O destaque principal desse núcleo é a maior coleção mundial de pinturas de Frans Post, o primeiro pintor de paisagens do continente americano. O instituto possui 15 óleos de Post, o que equivale a 10% de toda a sua produção pictórica. É a única coleção que cobre todas as fases da trajetória do artista. Particularmente relevante é a peça Forte Frederick Hendrik pintada por Post em Recife em 1640. Trata-se da única dentre as sete paisagens remanescentes executadas in situ por Frans Post a ser conservada em uma coleção brasileira (as outras seis estão divididas entre o Louvre, em Paris, a Mauritshuis, na Haia e a coleção Cisneros, em Caracas).
O instituto conserva um conjunto de gravuras executadas entre 1644 e 1645 por um grupo de artistas liderados por Jan van Brosterhuisen, a partir de desenhos detalhados feitos por Frans Post para ilustrar o livro Rerum per octennium in Brasilia et alibi nuper gestarum sub praefectura de Caspar Barlaeus. Os desenhos de Post encontram-se atualmente conservados no Museu Britânico, em Londres. As gravuras representam as principais localidades e a topografia das terras brasileiras sob domínio holandês. Há também um conjunto de mapas do Nordeste brasileiro, produzidos por Hessel Gerritsz, Claes Visscher, Georg Marggraf e Izaac Commelyn, entre outros.
De grande importância histórica é a rara coleção de moedas obsidionais holandesas (moedas emergenciais), cunhadas em Pernambuco entre 1645 e 1654 para superar escassez de numerário local ocasionada pelos constantes cercos impostos por Portugal. A coleção de manuscritos é composta por relatórios, ordens, memorandos e correspondências relacionados aos importantes eventos e personalidades de então. Há cartas de Isabela de Espanha, Maurício de Orange-Nassau, Johan de Witt, etc. O grande destaque é uma correspondência escrita por Dom João IV em 1647, informando sobre sua decisão de enviar um reforço de 200 homens para auxiliar na expulsão dos holandeses, um documento-chave para a preparação da primeira Batalha dos Guararapes.
A coleção de objetos relacionados a esse período inclui peças confeccionadas na Holanda com matéria-prima fornecida pelo Brasil (como taças feitas de coco), prataria comemorativa, um exemplar raro do maior tipo de globo terrestre de biblioteca fabricado por Mateus Greuter (do qual se conhecem apenas 15 exemplares atualmente), cachimbos da Companhia das Índias Ocidentais, etc. Outros objetos mostram a influência que o material iconográfico e científico coletado por Maurício de Nassau no Brasil e distribuído entre os soberanos europeus teve na produção de artefatos e no imaginário de seus contemporâneos. É o caso das famosas séries de tapeçarias Anciennes e Nouvelles Indes, baseadas nos desenhos de Albert Eckhout e tecidas pela Manufatura dos Gobelins, da qual o instituto conserva quatro exemplares, bem como de uma paisagem brasileira imaginária, pintada por Jillis van Schendel, artista holandês que jamais esteve no Brasil.

### Biblioteca
A Biblioteca do Instituto Ricardo Brennand tem como foco a história do Brasil holandês e foi projetada para abrigar até 100 000 volumes. Atualmente, conta com 20 000 itens, como livros, panfletos, periódicos, partituras, discos, fotografias, álbuns iconográficos e setor de obras raras. O acervo da biblioteca foi formado por meio da aquisição de coleções particulares de acadêmicos e pesquisadores brasileiros dedicados à história do Brasil colonial, como José Antônio Gonçalves de Mello Neto, Edson Nery da Fonseca e Jaime Cavalcanti Diniz.

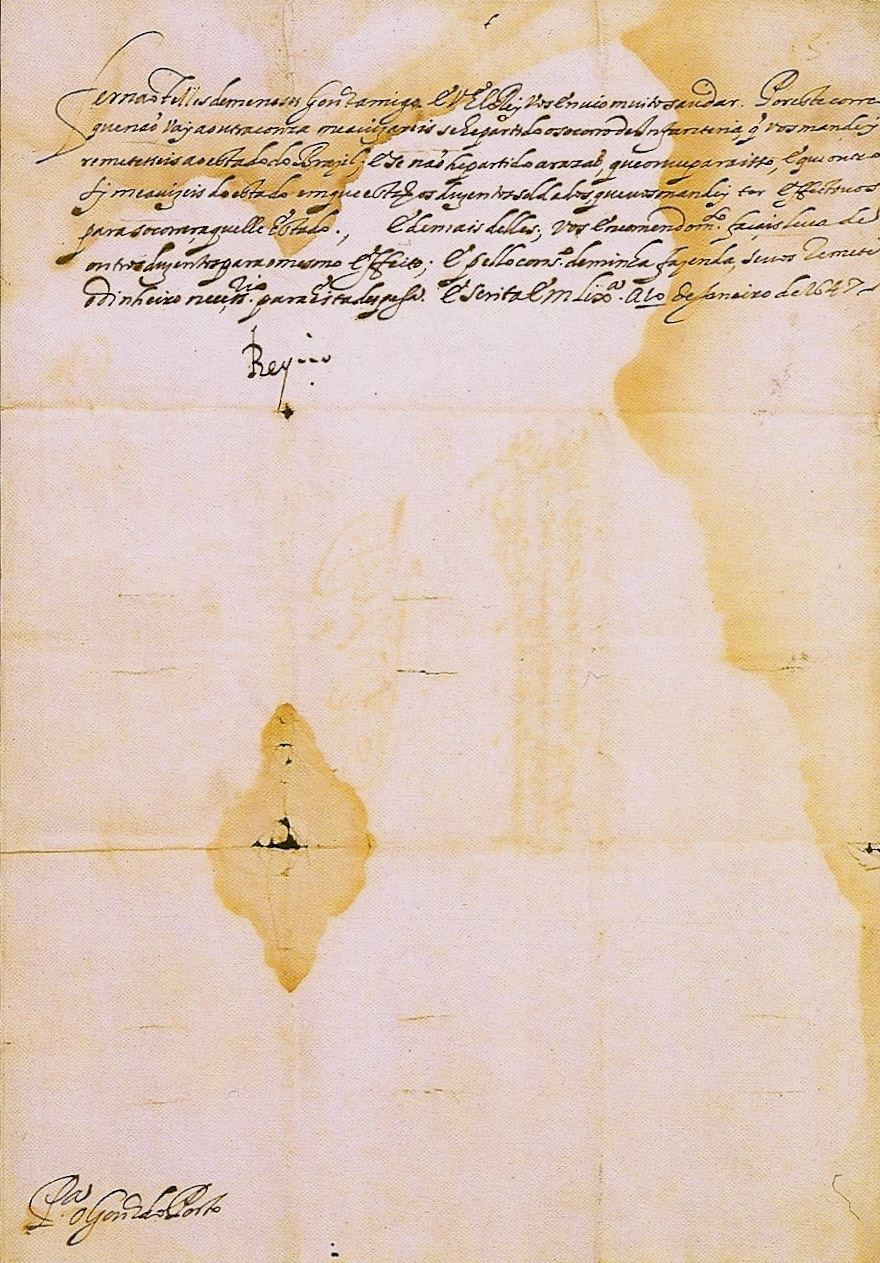
Carta escrita por Dom João IV em Lisboa, datada de 20 de janeiro de 1647
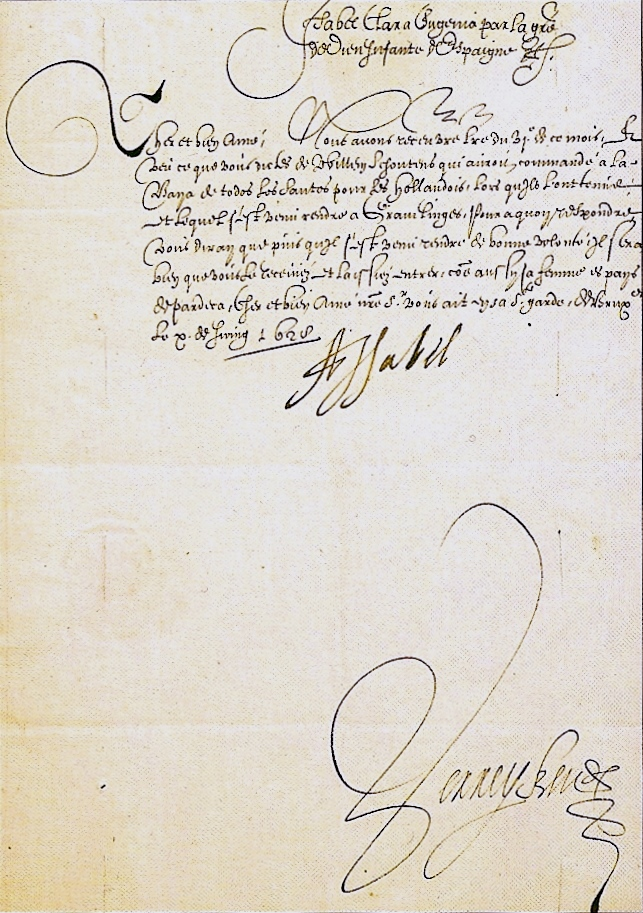
Isabel de Espanha - Carta escrita em Bruxelas em 20 de junho de 1628

O setor de obras raras contém volumes datados do século XVI em diante, com ênfase especial em obras sobre o Brasil escritas por viajantes europeus. Entre os destaques, encontram-se uma edição de 1586 de Histoire d'un voyage faict en la terre du Brésil de Jean de Léry, uma edição de 1593 de Dritte Buch Americae de Theodor de Bry, um raríssimo exemplar colorido a mão, de 1648, do Historiae Naturalis Brasilae de Guilherme Piso e Georg Marggraf, uma edição colorida de 1647 do Rerum per Octennium in Brasilia de Caspar Barlaeus, etc.

## Outras obras

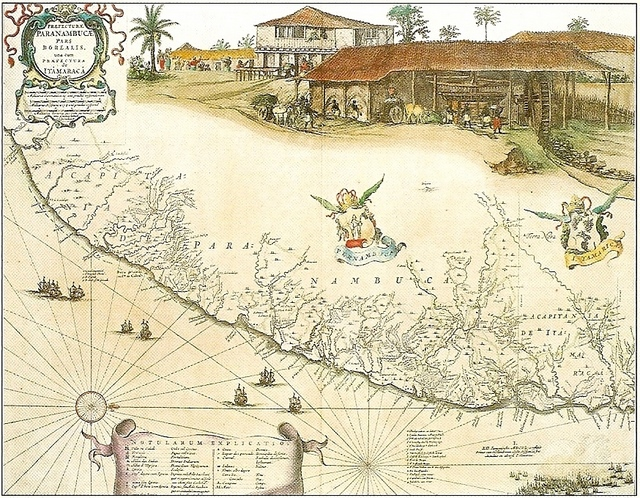
Georg Marggraf - Mapa de Pernambuco incluindo Itamaracá, 1643.
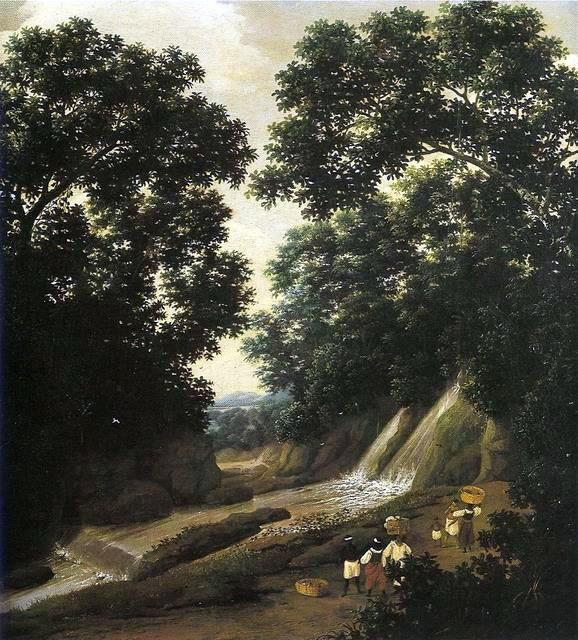
Frans Post - Cachoeira na floresta, 1657.
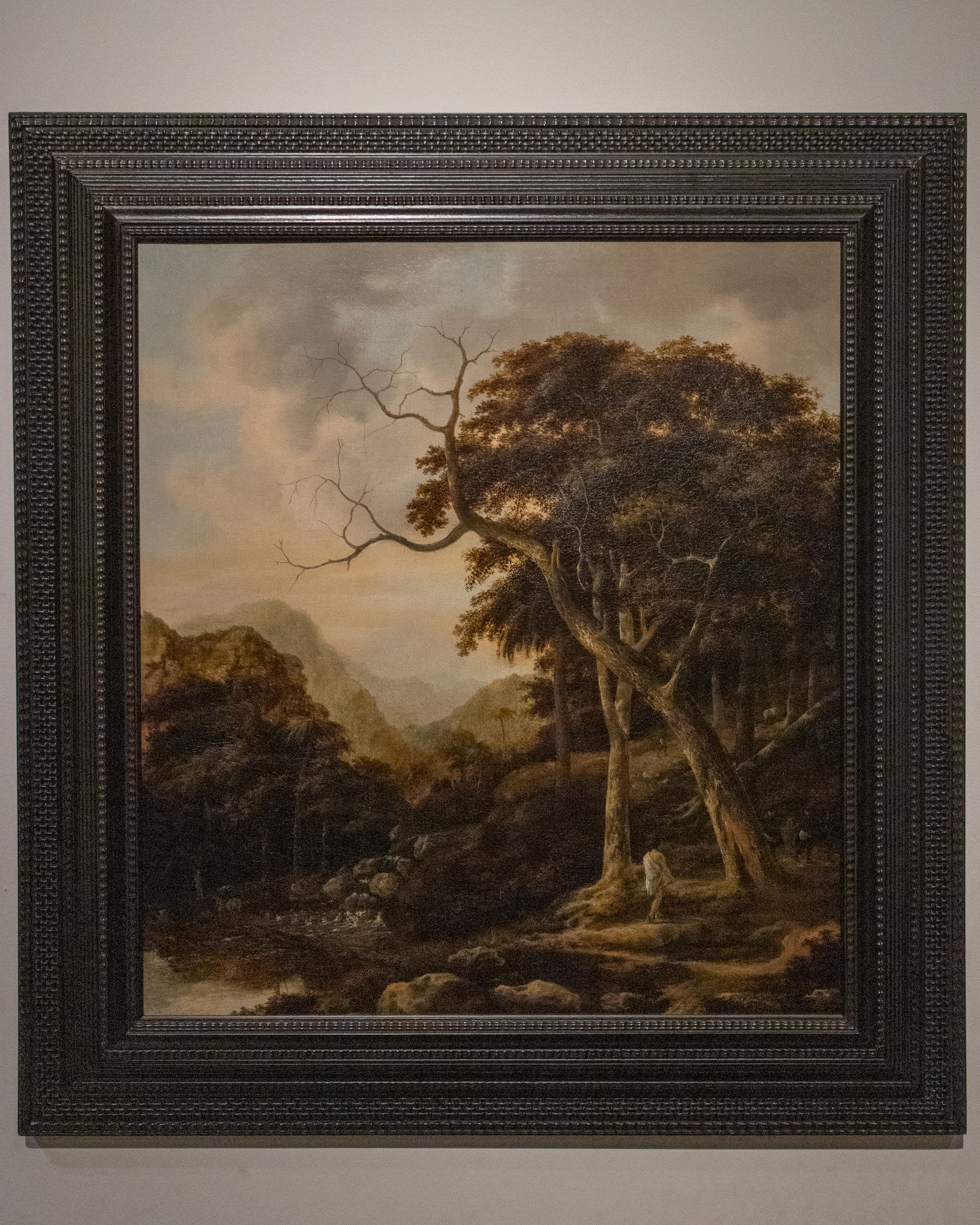
Gillis van Schendel - Paisagem brasileira, ca. 1665.
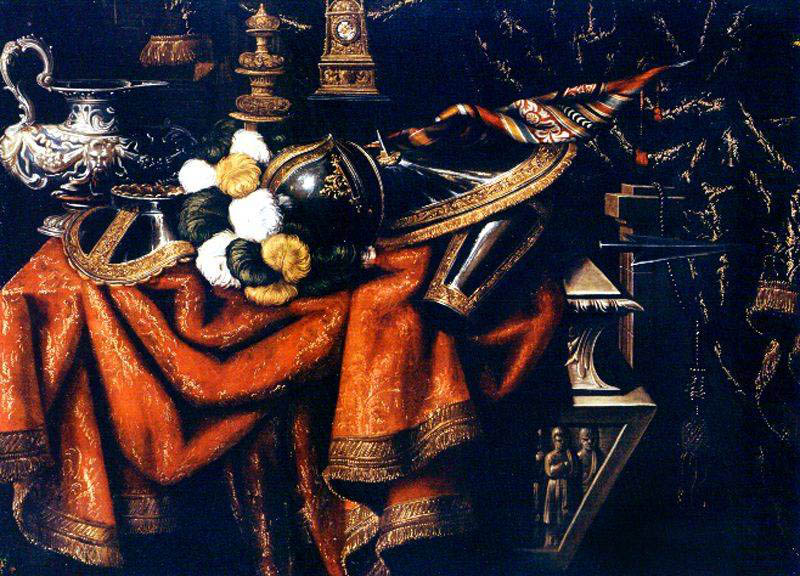
Francesco Maltese - Armor collection, 17th century.
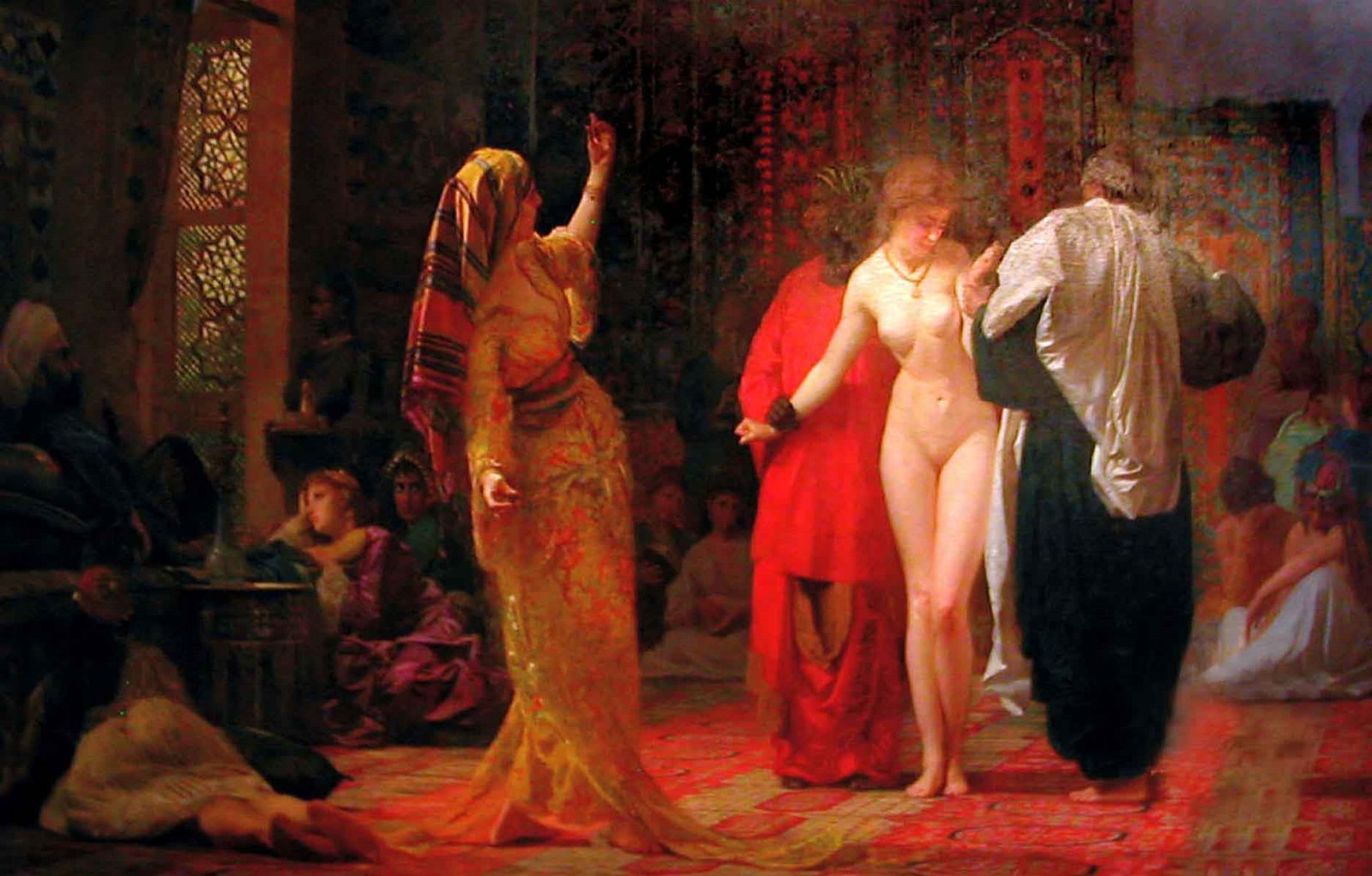
Domenico Rosso - Mercado de escravas brancas, 1884.
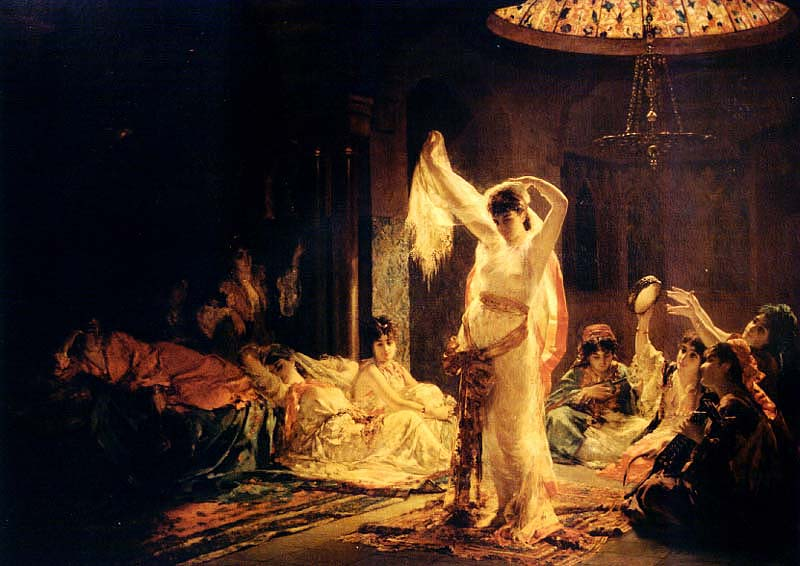
Edouard Richter - Distração do sultão, séc. XIX.
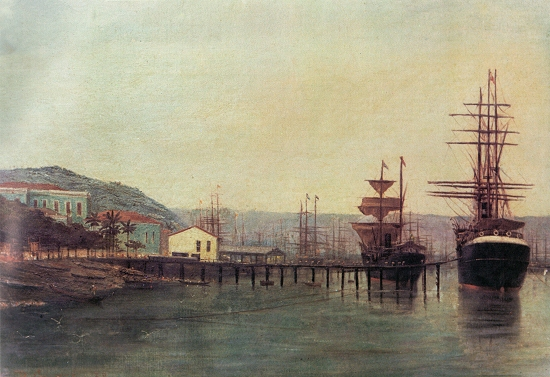
Benedito Calixto - Porto de Santos, 1889.